# Адвокатска колегия
Адвокатска асоциация, адвокатура или адвокатска колегия е доброволна обществена организация на адвокатите. В България е изградена по области. Нейните органи са съветът и общото събрание.
Някои адвокатски асоциации отговарят за регулацията на адвокатската професия в съответната юрисдикция. Други са професионални организации, обслужващи своите членове. В много случаи изпълняват и двете функции.